# ГДР (группа)
ГДР — российская русскоязычная рок-группа, играющая на стыке стилей Инди-рок, Пауэр-поп, Поп-рок.
Группа была основана в Москве вокалистом Александром Андреевым, басистом Григорием Машталиром и ударником Владимиром Ткачёвым. Группа быстро добилась известности благодаря поддержке радиостанции Maximum, в эфире которой начали постоянную ротацию песен ГДР. Ряд песен заняли высокие места в «Хит-параде двух столиц» радио Maximum, в том числе «Друг из Голландии» — первое.
Дебютный альбом «IQ» был выпущен лейблом REAL Records в 2006 году. После этого группой, по слухам, заинтересовались продюсеры более крупных лейблов, однако новых контрактов подписано не было. За ним последовал альбом «Прощай оружие» с более тяжёлым саундом, который критики сочли неудачным. В 2010 году группа своими силами выпустила альбом «Мы отключены», отказавшись от сотрудничества с лейблами.
2011 год. Ограниченным тиражом выходит EP «Отличная видимость», выпущенная в честь пятилетия коллектива.
2013 год. Группа возвращается к активной деятельности с новой пластинкой «Я здесь», выпущенной на Navigator Records.
«Я здесь» гораздо жестче по звучанию, чем предыдущие пластинки. Фактически это некое продолжение музыкальной линии 90-х, той музыки, которой мы сами увлекались в юности. Делая альбом, мы вдохновлялись прежде всего совместным музицированием, ощущением от исполнения песен вживую. Что касается лирики — то это как бы калька внутреннего мира, сквозь которую проступают смутные очертания жизненных событий. Мы старательно обводим контуры, но по факту на листе остаются лишь нереальные, фантастические фигуры", — рассказал лидер группы Александр Андреев.

## Состав
- Александр Андреев (вокал, гитары, клавишные, сэмплы, автор, музыка),
- Александр Васильев (гитара, бас-гитара),
- Антон Лукьянчук (ударные, электроная перкуссия, бит)

## Дискография
- 2006 — IQ
- 2008 — Прощай, оружие
- 2010 — Мы отключены
- 2012 — Отличная видимость
- 2013 — Я здесь

## Клипы
- 2006 — Джонатан (режиссёр Роман Васьянов)
- 2006 — Друг из Голландии (режиссёр Катя Волович)
- 2007 — Что-то менять (режиссёр Виктор Придувалов)
- 2007 — Нет мира на земле (режиссёр Виктор Придувалов)
- 2008 — Честность (режиссёр Михаил Абанин)